# Maria (Sasaniderna)
Maria var en drottning av Sasanidernas rike 591-628, gift med Khusrov II.
Hon var kristen från Bysantinska riket. Hon var enligt traditionen dotter till kejsar Maurikios. Hon uppges ha blivit förgiftad av Khusrovs andra hustru, Shirin. 
Hon blev en berömd figur i klassisk persisk litteratur. Det är oklart huruvida hon är en historisk person.